# Хоккей с шайбой на зимней Универсиаде 2015
Хоккейный турнир на зимней Универсиада 2015 года прошел с 3 по 14 февраля в испанском городе Гранада. Хоккеисты разыграли награды Универсиады 23-й раз в истории, а хоккеистки — четвёртый. Все матчи турнира прошли на арене «Павельон де Муласен» и в Муниципальном дворце спорта.
Соревнования закончились триумфально для России, которая завоевала золотые медали в мужском и женском турнире. Мужская сборная России завоевала золотые медали, одолев в финале сборную Казахстана со счётом 3:1. Женская сборная России впервые в истории завоевала «золото», переиграв в финале до этого непобедимую сборную Канады со счётом 3:0. Бронзовые награды у мужчин выиграла сборная Канады, а у женщин третье место заняла сборная Японии.

## Медали

### Медальный зачёт
| Место | Страна    | Золото | Серебро | Бронза | Всего |
| ----- | --------- | ------ | ------- | ------ | ----- |
| 1     | Россия    | 2      | 0       | 0      | 2     |
| 2     | Канада    | 0      | 1       | 1      | 2     |
| 3     | Казахстан | 0      | 1       | 0      | 1     |
| 4     | Япония    | 0      | 0       | 1      | 1     |
| Всего | Всего     | 2      | 2       | 2      | 6     |

## Мужчины
В соревновании принимали участие 11 сборных. Формат проведения турнира изменился по сравнению с Универсиадой 2013 года. Розыгрыш состоял из 33 матчей, 15 из которых проходили на групповом этапе и 18 в плей-офф и утешительном раунде. Первоначально одиннадцать команд были разделены на три группы. По итогам предварительного раунда все команды выходили в плей-офф. Лучшие пять сборных, ставших лучшими по итогам предварительного раунда, автоматически выходили в четвертьфинал. Оставшиеся сборные принимали участие в квалификации плей-офф.
На предварительном раунде только сборные Канады и Чехии не потеряли ни одного очка. Помимо этих команд напрямую в 1/4 финала вышли сборные России, Казахстана и Словакии.
Таблица группы A
| М | Сборная  | И | В | ВО | ПО | П | ШЗ | ШП | РШ  | О |
| - | -------- | - | - | -- | -- | - | -- | -- | --- | - |
| 1 | Чехия    | 3 | 3 | 0  | 0  | 0 | 20 | 5  | +15 | 9 |
| 2 | Словакия | 3 | 2 | 0  | 0  | 1 | 21 | 9  | +12 | 6 |
| 3 | Испания  | 3 | 1 | 0  | 0  | 2 | 12 | 10 | +2  | 3 |
| 4 | Китай    | 3 | 0 | 0  | 0  | 3 | 1  | 30 | −29 | 0 |

Таблица группы B
| М | Сборная          | И | В | ВО | ПО | П | ШЗ | ШП | РШ  | О |
| - | ---------------- | - | - | -- | -- | - | -- | -- | --- | - |
| 1 | Канада           | 3 | 3 | 0  | 0  | 0 | 23 | 4  | +19 | 9 |
| 2 | Россия           | 3 | 2 | 0  | 0  | 1 | 21 | 6  | +15 | 6 |
| 3 | Швеция           | 3 | 1 | 0  | 0  | 2 | 6  | 16 | −10 | 2 |
| 4 | Республика Корея | 3 | 0 | 0  | 0  | 3 | 5  | 29 | −24 | 1 |

Таблица группы C
| М | Сборная   | И | В | ВО | ПО | П | ШЗ | ШП | РШ | О |
| - | --------- | - | - | -- | -- | - | -- | -- | -- | - |
| 1 | Казахстан | 2 | 1 | 0  | 1  | 0 | 5  | 5  | 0  | 4 |
| 2 | Япония    | 2 | 1 | 0  | 0  | 1 | 5  | 5  | 0  | 3 |
| 3 | США       | 2 | 0 | 1  | 0  | 1 | 5  | 5  | 0  | 2 |

Все четвертьфинальные матчи закончились уверенными победами сборных, занявшими более высоким местом при посеве плей-офф. Самую крупную победу одержала сборная Чехии, разгромившая Республика Корея со счётом 12:0. Полуфинальные матчи прошли в упорной борьбе. Сборная России только в серии послематчевых буллитов победила канадцев — 3:2. Сборная Казахстана с большим трудом одолела чешскую сборную со счётом 2:1 и вышла в финал.
В финале сборная России завоевала золотые медали, одолев сборную Казахстана со счётом 3:1. Бронзовую медаль выиграла сборная Канады, победившая в матче за третье место сборную Чехии — 6:2.
Лучшим бомбардиром стал игрок сборной Словакии Петер Гапа, набравший 12 (7+5) очков в шести матчах. Наибольший процент отражённых бросков продемонстрировал вратарь сборной Канады Райан Холфелд — 97.22.
| 1   | Россия           |
| 2   | Казахстан        |
| 3   | Канада           |
| 4.  | Чехия            |
| 5.  | Словакия         |
| 6.  | Япония           |
| 7.  | США              |
| 8.  | Республика Корея |
| 9.  | Швеция           |
| 10. | Испания          |
| 11. | Китай            |

| Чемпион Универсиады 2015  |
| Россия Одиннадцатый титул |

## Женщины
Впервые в женском хоккейном турнире Универсиады выступили 7 сборных: на трёх прошлых соревнованиях участвовали по 6 команд В связи с этим был изменён формат проведения турнира. 7 национальных сборных были разделены на две группы: в группе A — 4 команды, в группе B — 3. Команды, занявшие в своих группах первые и вторые места, выходили в полуфинал. Оставшиеся сборные участвуют в турнире за 5-7 места.
На предварительном раунде лучше всех сыграли сборные России и Японии, занявшие первые места в своих группах. При этом сборной России впервые в истории женского хоккея удалось обыграть сборную Канады — 3:1, нанеся грозным соперницам также и первое поражение на Универсиадах. Канадки до этого поражения выиграли 22 матча из 22-х. Также в полуфинал соревнования вышли сборные Канады и Китая.
Таблица группы A
| М | Сборная | И | В | ВО | ПО | П | ШЗ | ШП | РШ  | О |
| - | ------- | - | - | -- | -- | - | -- | -- | --- | - |
| 1 | Япония  | 3 | 3 | 0  | 0  | 0 | 16 | 1  | +15 | 9 |
| 2 | Китай   | 3 | 2 | 0  | 0  | 1 | 14 | 2  | +12 | 6 |
| 3 | США     | 3 | 1 | 0  | 0  | 2 | 11 | 7  | +4  | 3 |
| 4 | Испания | 3 | 0 | 0  | 0  | 3 | 1  | 32 | −31 | 0 |

Таблица группы B
| М | Сборная   | И | В | ВО | ПО | П | ШЗ | ШП | РШ  | О |
| - | --------- | - | - | -- | -- | - | -- | -- | --- | - |
| 1 | Россия    | 2 | 2 | 0  | 0  | 0 | 15 | 2  | +13 | 6 |
| 2 | Канада    | 2 | 1 | 0  | 0  | 0 | 8  | 4  | +4  | 3 |
| 3 | Казахстан | 2 | 0 | 0  | 0  | 2 | 2  | 19 | −17 | 0 |

В полуфинальных матчах победителями стали команды группы А. Сборная Канады выиграла сборную Японии со счётом 5:2. А сборная России разгромила китаянок — 10:0.
В финале сборная России обыграла сборную Канады со счётом 3:0 и тем самым впервые в своей истории стала чемпионом Универсиады. Бронзовую медаль выиграла сборная Японии, победившая в матче за третье место сборную Китая — 3:1. Лучшим бомбардиром стала россиянка Ольга Сосина, набравшая 13 (3+10) очков в четырёх матчах.
| 1  | Россия    |
| 2  | Канада    |
| 3  | Япония    |
| 4. | Китай     |
| 5. | США       |
| 6. | Казахстан |
| 7. | Испания   |

| Чемпион Универсиады 2015 |
| Россия Первый титул      |